# 交野市消防本部
交野市消防本部（かたのししょうぼうほんぶ）は、大阪府交野市の消防部局（消防本部）。管轄区域は交野市全域。

## 概要
- 消防本部：交野市天野が原町4-8-1
- 管内面積：25.55km2
- 職員定数：73人
- 消防署1カ所
- 主力機械（2020年4月1日現在）
  - 普通消防ポンプ自動車：2
  - 水槽付消防ポンプ自動車：1
  - 化学消防自動車：1
  - 高規格救急自動車：4
  - 救助工作車：1
  - その他：5

## 沿革
- 1949年4月　交野町が枚方市外3ヶ町消防組合を脱退し、単独消防として交野町消防本部・交野町消防署を設置。
- 1971年11月　市制施行に伴い、交野市消防本部・交野市消防署に改称。
- 2015年7月6日　消防広域化の一環として、枚方寝屋川消防組合に通信指令業務を委託[1]。

## 組織
- 本部 - 総務課、予防課、警防課、通信指令室
- 消防署 - 警備1課、警備2課

## 消防署
| 消防署       | 住所            | 出張所 |
| ------------ | --------------- | ------ |
| 交野市消防署 | 天野が原町4-8-1 | なし   |